# Roselin de Brandt
Leucosticte brandti
Espèce
Statut de conservation UICN

 LC  : Préoccupation mineure
Le Roselin de Brandt (Leucosticte brandti) est une espèce de passereaux de la famille des Fringillidae.

## Description
Cet oiseau mesure 17 à 18 cm de longueur et ne présente qu'un très faible dimorphisme sexuel.

## Répartition
Son aire s'étend à travers le Tibet, le Tian Shan et l'Altai.

## Sous-espèces
Il existe une variation considérable basée essentiellement sur le degré, plus ou moins foncé, de la coloration générale avec d’autres caractéristiques propres à chaque sous-espèce. D'après le Congrès ornithologique international, cette espèce est constituée des huit sous-espèces suivantes :
- L. b. brandti Bonaparte, 1851 : Dzoungarie, est du Tien-Chan et ouest du Sinkiang ;
- L. b. haematopygia (Gould, 1853) : nord du Pakistan, Karakoroum, Cachemire, Népal, Bhoutan, Sikkim, Arunachal Pradesh, sud du Tibet, nord-ouest du Seutchouan et du Tsin-ghaï, Buckhan Boda Chan ;
- L. b. pamirensis Severtzov, 1883 : ouest du Tien-Chan, Tadjikistan, Pamir, Ladakh, nord-est de l’Afghanistan et extrême ouest du Sinkiang ;
- L. b. walteri (Hartert, 1904) : Seutchouan, nord du Yunnan ; sous-espèce la plus foncée ;
- L. b. pallidior Bianchi, 1908 : Nan-Chan, Tien-Chan, nord du Tsinghaï (Tatung Chan, Koko Nor), Astin Tagh, Kouen Louen et sud-ouest du Sinkiang ;
- L. b. audreyana Stresemann, 1939 : sud du Tibet (plateau du Xizang) ; elle ressemble beaucoup à haematopygia en plus foncé ;
- L. b. intermedia Stegmann, 1932 : Buckhan Boda Chan où elle remplace audreyana dont elle se distingue par un plumage plus clair, d’après Stegmann (in Vaurie 1949) ;
- L. b. margaritacea (Madarász, 1904) : Tarbagataï, nord-ouest du Sinkiang, est du Tien-Chan, Altaï et nord-ouest de la Mongolie ; elle se distingue par une coloration générale plus uniformément grise.

L. b. incerta Stegmann, 1932 n'est plus reconnue comme sous-espèce par les différentes autorités taxinomiques.

## Habitat
Le roselin de Brandt est inféodé aux biotopes ouverts et arides de haute montagne, privilégiant les zones humides comme les bords de plaques de neige fondante, les éboulis près des lacs et des torrents, et les zones marécageuses entre 4 000 et 6 000 m en été et vers 3 000 m en hiver.

## Alimentation
Elle consiste en pousses, fleurs, graines et particules de plantes alpines naines incluant des graines d’Artemisia et des pousses de Sedum.

## Mœurs
Le roselin de Brandt est à la fois grégaire et sporadique après la reproduction, constituant des volées de 50 à 600 individus investissant un site riche en nourriture pour disparaître presque totalement une semaine plus tard.

## Parade nuptiale
En parade nuptiale, le mâle fait des courbettes, tourne autour de la femelle puis s’envole et se pose à côté d’elle en faisant vibrer ses ailes comme un jeune quémandant de la nourriture. Il peut aussi redresser la queue et relever les ailes en lançant un pink-pink musical. Parfois enfin il se pose à côté de la femelle, pointe le bec vers le ciel, relève les ailes et la queue puis agite violemment les ailes en lançant un bref et mélodieux tri-tri-tri rappelant un peu la posture d’un moineau domestique.

## Nidification
Le nid est une grossière coupe de tiges d’herbes liées à des poils et des plumes. Il est généralement placé dans un amas de roches ou dans une cavité d’éboulis ou de pierriers. La ponte compte trois ou quatre œufs blanc immaculés.